# Dominique Jonet
Dominique Edouard Jonet (Baisy-Thy, 25 oktober 1816 - Charleroi, 11 februari 1872) was een Belgisch volksvertegenwoordiger.

## Levensloop
Jonet was industrieel glasblazer, eerst in Couillet, vervolgens in Charleroi (Verreries Dominique Jonet). Hij was een zoon van Joseph Jonet en van Marie Tichoux. Hij trouwde met Emilie Jonet.
Van 1860 tot 1866 was hij provincieraadslid. In 1866 werd hij verkozen tot liberaal volksvertegenwoordiger voor het arrondissement Charleroi en oefende dit mandaat uit tot in 1870.
Hij was medestichter en voorzitter van het Comité verrier voor Charleroi en lid van de Kamer van Koophandel van Charleroi.